# Choukoutien
|  | Aquest article tracta sobre el cràter de l'asteroide (243) Ida. Si cerqueu l'indret a la Xina, vegeu «Zhoukoudian». |

Choukoutien és un cràter de l'asteroide de la família Coronis del cinturó principal, (243) Ida, situat amb el sistema de coordenades planetocèntriques a 12.8 ° de latitud nord i 23.6 ° de longitud est. Fa un diàmetre de 1.1 km. El nom va ser fet oficial per la UAI el 1997 i fa referència a Zhoukoudian, un sistema de grutes de la Xina, on es va trobar l'home de Pequín.